# Марковское (Полтавская область)
Марковское (укр. Марківське) — село,
Камышнянский поселковый совет,
Миргородский район,
Полтавская область,
Украина.
Село указано на специальной карте Западной части России Шуберта 1826-1840 годов как хутор Марковского (Яковищев)
Село ликвидировано в после 1979 года.

## Географическое положение
Село Марковское находилось на правом берегу реки Озница на расстоянии в 1 км от села Савицкое.

## История
- Село ликвидировано после 1979 года[2].